# Punky Brewster
Pour les articles homonymes, voir Brewster.
Punky Brewster (ou Punkie au Québec) est une série télévisée américaine en 88 épisodes de 25 minutes, créée par David W. Duclon et diffusée entre le 16 septembre 1984 et le 9 mars 1986 sur le réseau NBC (les deux premières saisons) et entre le 30 octobre 1987 et le 27 mai 1988 en syndication.
En France, les deux premières saisons ont commencé à être diffusées dans l'émission Destination Noël du 23 décembre 1985 au 2 janvier 1986, puis tous les mercredis à partir de la mi-avril 1986 dans Vitamine et Croque-vacances sur TF1. Rediffusion dans le Club Dorothée dès le 2 novembre 1987. Les saisons 3 et 4 restant inédites, et au Québec à partir du samedi 22 mars 1986 sur le réseau Pathonic et le jeudi suivant à Télé-Métropole.

## Synopsis
Punky Brewster, orpheline amusante et débrouillarde abandonnée par sa mère à l'âge de sept ans, est adoptée par Henry Warnimont, un vieux photographe vivant à Chicago.
Le père de Punky avait abandonné sa famille. Peu de temps après, Punky fut abandonnée par sa mère qui la déposa dans un supermarché de Chicago et disparut. Punky resta seule, avec pour seul compagnon son petit chien, Bandit, puis elle découvrit un appartement vacant dans un immeuble.
L'immeuble était géré par le photographe Henry Warnimont (George Gaynes), un vieux grincheux (en réalité veuf un an après son mariage). Punky devient rapidement amie avec Cherie Johnson, une jeune fille qui vit quelques étages au-dessus dans l'immeuble d'Henry, avec sa grand-mère Betty Johnson (Susie Garrett). Dès que Henry découvre Punky dans l'appartement adjacent vide, il écoute son histoire. La relation entre eux se développe jusqu'au moment où Henry se rend au tribunal et arrive à obtenir la garde de Punky.
Les meilleurs amis de Punky sont Cherie, Allen, Margaux et son chien Bandit. Un épisode parle de la catastrophe de la navette spatiale en 1986. Lorsque Punky entend parler des morts, son rêve de devenir astronaute se brise. Mais à la fin, son professeur d'école et Henry, ainsi que l'invité vedette Buzz Aldrin, lui parlent longuement et l'encouragent à suivre ses rêves.

## Distribution

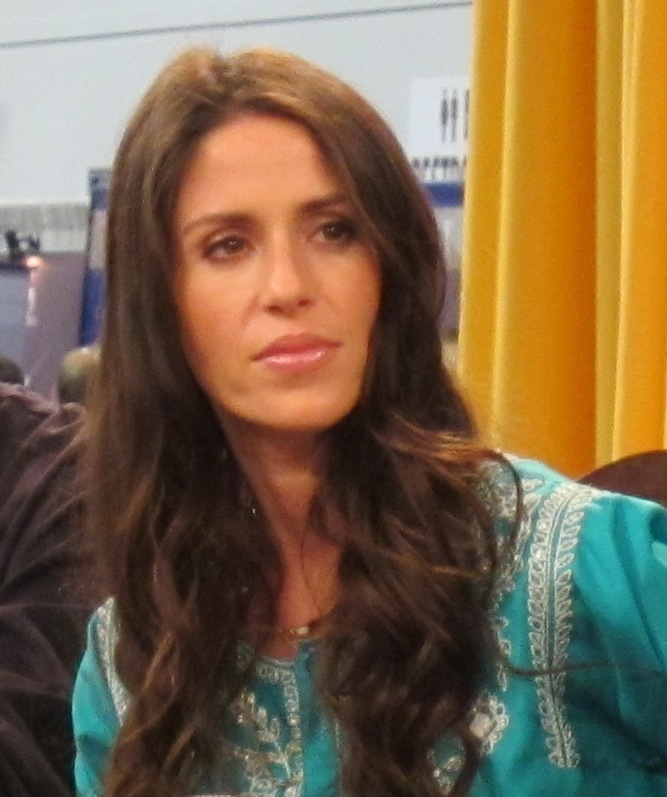
Soleil Moon Frye

- Soleil Moon Frye (VF : Barbara Tissier) : Penelope « Punky » Brewster
- George Gaynes (VF : André Valmy) : Henry Warnimont
- Cherie Johnson (en) (VF : Joëlle Guigui) : Cherie Johnson
- Ami Foster (en) (VF : Séverine Morisot) : Margaux Kramer
- Susie Garrett (en) (VF : Tamila Mesbah) : Betty Johnson
- Casey Ellison (en) (VF : Odile Schmitt) : Allen Anderson (1984-1987)
- Thomas Kent Carter : Mike Fulton (1985-1986)
- Peyton B. Rutledge : Mrs. Rutledge (la vraie Punky Brewster dans l'épisode 9 de la saison 2 La Quête)

## Épisodes

### Première saison (1984-1985)
1. Punky trouve un foyer [1/3] (Punky Finds a Home [1/3])
2. Punky trouve un foyer [2/3] (Punky Finds a Home [2/3])
3. Punky trouve un foyer [3/3] (Punky Finds a Home [3/3])
4. Perdue et retrouvée / Punky obtient sa propre chambre (Punky Gets Her Own Room / Lost and Found)
5. Emmène-nous à l'école / Aller à la pêche (Walk Pool / Gone Fishing)
6. Emmène-moi au match de baseball (Take Me Out to the Ballgame)
7. Ce n'est pas si facile d'être un père (Parents Night)
8. Chez le médecin / Va dormir (Visit to the Doctor / Go to Sleep)
9. Le Concours (Miss Adorable)
10. L'Argent de poche (Dog Dough Afternoon)
11. Punky et sa poupée (Bye Bye, My)
12. Oui, le père Noël existe [1/2] (Yes, Punky, There Is a Santa Claus, part 1)
13. Oui, le père Noël existe [2/2] (Yes, Punky, There Is a Santa Claus, part 2)
14. Punky imprésario (Play It Again, Punky ou Punky in the Record Business)
15. Henry est amoureux [1/2] (Henry Falls in Love, part 1)
16. Henry est amoureux [2/2] (Henry Falls in Love, part 2)
17. Saint Valentin (My Aged Valentine)
18. Je t'aime bandit (I Love You, Brandon)
19. Punky fait de la télé (Punky Brewster's Workout)
20. Amie pour l'éternité (Gals and Dolls)
21. L'Orphelinat [1/2] (Fenster Hall, part 1)
22. L'Orphelinat [2/2] (Fenster Hall, part 2)

### Deuxième saison (1985-1986)
1. Le Voyou de l'école (The K.O Kid)
2. La Cachette secrète de Punky (Punky's Tree House)
3. Tricher n'est pas jouer (Cheaters Never Win)
4. Baby business (Baby Buddies, Inc.)
5. Chassez vos ennuis (Tap Your Troubles Away)
6. Punky et le fantôme (1/2) (The Perils of Punky, part 1)
7. Punky et le fantôme (2/2) (The Perils of Punky, part 2)
8. Il faut savoir dire non (Just Say No)
9. La Quête (The Search)
10. Aime ton voisin (Love Thy Neighbor)
11. Le Cadeau (The Gift)
12. Buvez du lait (Milk Does a Body Good)
13. Un Cadeau de noël très spécial (Christmas Shoplifting)
14. Peur urbaine (Urban Fear)
15. Fille ou garçon ? (Girls Will Be Boys)
16. Au secours de Cherie (Cherie Lifesaver)
17. Bouleversements (1/5) (Changes, part 1)
18. Bouleversements (2/5) (Changes, part 2)
19. Bouleversements (3/5) (Changes, part 3)
20. Bouleversements (4/5) (Changes, part 4)
21. Bouleversements (5/5) (Changes, part 5)
22. Le Rêve des héros (Accidents Happen)

### Troisième saison (1987)
Note : Titres traduits librement.
1. La Lecture, l'écriture et le Rock'n'roll (Reading, Writing and Rock & Roll)
2. L'Article de Punky (Punky's Big Story)
3. Des tonnes de fun (Tons of Fun)
4. Le Divorce à la Anderson (Divorce Anderson Style)
5. Boire ou conduire (Beer and Buffalos Don't Mix)
6. Entraide entre voisins (Hands Across the Halls)
7. Porte ouverte, cœur brisé 1re partie (Open Door, Broken Heart: Part 1)
8. Porte ouverte, cœur brisé 2e partie (Open Door, Broken Heart: Part 2)
9. Meilleurs amis (Best Friends)
10. Une vie de chien (It's a Dog's Life)
11. La Métamorphose (The Metamorphosis)
12. Punkie citoyenne engagée (Fighting City Hall)
13. L'Entremetteuse (The Matchmaker)
14. Punky dans la haute société (My Fair Punky)
15. L'Anniversaire (The Anniversary)
16. Explications embrouillées (Tangled Web)
17. Le Cochon de Punky (Punky's Porker)
18. Un admirateur tenace (This Spud's for You)
19. Bye bye, Studio (So Long, Studio)
20. Le Restaurant de Punky (Help Wanted)
21. Souvenirs, souvenirs (Remember When)
22. Désintoxication (Unhooking Henry)

### Quatrième saison (1988)
Note : Titres traduits librement.
1. Le Couvent (The Nun's Story)
2. Punky amoureuse (Crushed)
3. En route pour le camping (Going to Camp)
4. Pauvre Margaux (Poor Margaux)
5. La Publicité de Bandy (Brandon's Commercial)
6. Un mort chez Punky (Passed Away at Punky's Place)
7. Un cadeau pour Henry (Christmas Hero)
8. Arnaque cosmétique (Cosmetic Scam)
9. Nous nous verrons au tribunal (See You in Court)
10. Concours radio (Radio Daze)
11. Tante Larnese (Aunt Larnese Is Coming to Town)
12. Cher journal (Dear Diary)
13. Le Concours (The Reading Game)
14. Aïe (Ouch)
15. Manifestations (No No, We Won't Go)
16. Mauvais chien (Bad Dog)
17. Vice versa (Vice Versa)
18. Mauviette (Wimped Out)
19. Le Tuteur (One Plus Tutor Is Three)
20. Le Dilemme (The Dilemma)
21. Quel est ton signe ? (What's Your Sign?)
22. Le Mariage de Bandit (Wedding Bells for Brandon)

## DVD
- DVD zone 2 français (Éditeur Elephant films)
  - Coffret saison 1 de 4 DVD le 26 août 2015 (VF + VOSTFr)
  - Coffret saison 2 de 4 DVD le 25 mai 2016 (VF + VOSTFR)
  - Coffret saison 3 de 4 DVD le 26 octobre 2016 (VOSTFR)
  - Coffret saison 4 de 4 DVD le 26 octobre 2016 (VOSTFR)
  - Coffret intégrale saison 1 à 4 en 16 DVD le 26 octobre 2016 (saisons 1-2 en VF + saisons 3-4 en VOSTFR)

- DVD ZONE 1 anglais (Éditeur Shout Factory)
  - Coffret saison 1 de 4 DVD le 01/06/2004 (VO)
  - Coffret saison 2 de 4 DVD le 08/02/2005 (VO)
  - Coffret saison 3 de 4 DVD le 25/07/2006 (VO)
  - Coffret saison 4 de 4 DVD le 26/02/2008 (VO)

## Commentaires
- Les saisons trois et quatre n'ont pas été diffusées en France, mais sont disponibles en DVD en VOST.
- Dans la première saison, trois épisodes se déroulent avec deux histoires différentes dans un même épisode, à savoir dans les épisodes 4, 5 et 8.
- Punky Brewster porte toujours des chaussures différentes à chaque pied et un bandana noué à la jambe.
- Il existe une vraie Punky Brewster (Peyton B. Rutledge) bien que sa vie n'ait pas véritablement de rapports avec celle de la petite fille de la série. Les avocats de NBC avaient donc entrepris de la retrouver et elle reçut des royalties pour l'utilisation de son nom. Elle apparut dans la saison 2 dans l'épisode 9 "La Quête". Au début de l'épisode, à l'école, Punky court dans le couloir, bouscule une professeur (Mme Rutledge) : c'était elle la vraie Punky.
- Judith Barsi joue le rôle d'Anna dans les deuxièmes et troisièmes parties de l'épisode Bouleversements.
- Le casting est réuni le 29 Mai 2021 dans l'émission  Stars in the House [4], Soleil Moon Frye , Cherie Johnson, Ami Foster, Casey Ellison et Thomas Kent Carter sont présents.

## Nouvelle série
En janvier 2020, NBC annonce avoir commandé dix nouveaux épisodes de la série en vue de les diffuser sur son service Peacock. La diffusion est annoncée pour le 25 février 2021.
La série est annulée au bout d'une seule saison.

## Produits dérivés

### Série télévisée d'animation
- It's Punky Brewster (en) : dessin animé de 1985 en 1 saison de 13 épisodes avec les mêmes acteurs de la série pour le doublage des personnages